# Hybryda (językoznawstwo)
Hybryda – zbitka wyrazowa utworzona z cząstek pochodzących z (dwóch lub więcej) różnych języków, czyli słowo albo wyrażenie złożone z elementów należących do różnych języków. Przykładowo: „ciepłofikacja” (hybryda polsko-łacińska), „telewidz” (hybryda polsko-grecka).